# Baka (Burkina Faso)
Pour les articles homonymes, voir Baka.
Baka est une commune rurale située dans le département de Coalla de la province de la Gnagna dans la région de l'Est au Burkina Faso.

## Géographie
Baka – qui est une localité agropastorale dispersée en plusieurs centres d'habitations – se trouve à 15 km au sud-est de Coalla.

## Santé et éducation
Le centre de soins le plus proche de Baka est le centre de santé et de promotion sociale (CSPS) de Boukargou.